# Michael Bacall
Pour les articles homonymes, voir Bacall.
Michael Bacall (de son vrai nom Michael Buccellato) est un acteur et scénariste américain né le 19 avril 1973 à Los Angeles.

## Filmographie
Sauf indication contraire, les informations mentionnées dans cette section peuvent être confirmées par la base de données cinématographiques IMDb,  présente dans la section « Liens externes ».

### Acteur

#### Cinéma
- 1989 : Wait Until Spring, Bandini de Dominique Deruddere : Arturo
- 1991 : Un cri du cœur (Shout) de Jeffrey Hornaday : Big Boy
- 1993 : Blessures secrètes (This Boy's Life) de Michael Caton-Jones : Terry Taylor
- 1993 : Sauvez Willy (Free Willy) de Simon Wincer : Perry
- 2000 : Urban Legend 2 : Coup de grâce (Urban Legends: Final Cut) de John Ottman : Dirk Reynolds
- 2001 : Manic de Jordan Melamed : Chad
- 2002 : Speakeasy de Brendan Murphy : Gene
- 2002 : Pumpkin d'Anthony Abrams et Adam Larson Border : Casey Whitner
- 2004 : L'autre rive (Undertow) de David Gordon Green : Jacob
- 2007 : Boulevard de la mort (Death Proof) de Quentin Tarantino : Omar
- 2009 : Inglourious Basterds de Quentin Tarantino : PFC Michael Zimmerman
- 2012 : Django Unchained de Quentin Tarantino : Smitty Bacall (caméo non crédité)
- 2012 : The End of Love de Mark Webber : lui-même
- 2013 : Gangster Squad de Ruben Fleischer : Comanche
- 2018 : Spivak d'Anthony Abrams et Adam Larson Broder : Wally Spivak

#### Télévision
- 1985 : Les Routes du paradis (Highway to Heaven) - saison 2, épisodes 1 et 2 : Jimmy
- 1985 : Meurtres au crépuscule (Between the Darkness and the Dawn) de Peter Levin
- 1987 : Mr. Belvedere - saison 3, épisode 21 : Dwayne
- 1987 : La Belle et la Bête (Beauty and the Beast) - saison 1, épisodes 2 et 5 : Runner / David
- 1988 : Hiroshima Maiden de Joan Darling : Pete
- 1988 : Punky Brewster - saison 4, épisode 20 : Everett
- 1988 : Les Années coup de cœur (The Wonder Years) - saison 1, épisode 4 :'Joey
- 1989 : Columbo : Il y a toujours un truc (Columbo Goes to the Guillotine) (Série) : Tommy
- 1990 : Docteur Doogie (Doogie Howser, M.D.) - saison 1, épisode 14 : Kevin Walters
- 1991 : Les Années coup de cœur (The Wonder Years) - saison 5, épisodes 3 et 4 : Lewis
- 1993 : Irresistible Force de Kevin Hooks : Jesse Delvechio
- 1993 : Wings - saison 5, épisode 11 : un adolescent
- 1995 : L'Intrépide chevalier Millard (The Four Diamonds) de Peter Werner
- 1996 : Une nounou d'enfer (The Nanny) - saison 3, épisode 19 : Tommy Altman
- 1996 : ABC Afterschool Specials - saison 25, épisode 1 : Jeremy
- 1996 : Relativity - saison 1, épisode 8 : Bailey
- 1996-1997 : Hé Arnold ! (Hey Arnold!) - saison 1, épisodes 9, 25, 38 : Tommy / Melvin / Chez Pierre Busboy / Torvald (voix)
- 1997 : Between Brothers - saison 1, épisode 2 : le joueur no 1
- 1997 : Buffy contre les vampires (Buffy the Vampire Slayer) - saison 2, épisode 2 : Eric
- 1997 : Le Visiteur (The Visitor) - saison 1, épisode 7 : Carlo
- 1997 : Hé Arnold ! (Hey Arnold!) - saison 2, épisodes 17 et 18 : Torvald
- 1999 : The Norm Show - saison 1, épisode 7 : Jason Denby
- 2000 : Bette (en) - saison 1, épisode 10 : Tagger
- 2001 : New York Police Blues (NYPD Blue) - saison 8, épisode 8 : Brendan Walker
- 2001 : Gideon's Crossing -  saison 1, épisode 4 : Howie Feruzzi
- 2005 : Les Experts (CSI: Crime Scene Investigation) - saison 5, épisode 24 : le livreur[1]
- 2021 : Mr. Corman - saison 1, épisode 2

#### Jeu vidéo
- 1992 : Make My Video: Marky Mark and the Funky Bunch : Jimmy

### Scénariste
- 2001 : Manic de Jordan Melamed
- 2003 : Bookies de Mark Illsley
- 2010 : Scott Pilgrim (Scott Pilgrim vs. The World) d'Edgar Wright (coécrit avec Edgar Wright)
- 2012 : 21 Jump Street de Phil Lord et Chris Miller (coécrit avec Jonah Hill)
- 2012 : Projet X (Project X) de Nima Nourizadeh (coécrit avec Matt Drake)
- 2014 : 22 Jump Street de Phil Lord et Chris Miller (coécrit avec Rodney Rothman, Oren Uziel, Jonah Hill)
- 2025 : The Running Man d'Edgar Wright